# Lbir Jdid
Lbir Jdid (arabiska: لبير الجديد) är en stad i Marocko. Den ligger i provinsen El Jadida och regionen Casablanca-Settat, 130 km sydväst om huvudstaden Rabat. Antalet invånare var 24 136 vid folkräkningen 2014.